# Fiães (Melgaço)
Fiães é uma povoação portuguesa sede da Freguesia de Fiães do Município de Melgaço, freguesia com 11,85 km² de área e 146 habitantes (censo de 2021), tendo, por isso, uma densidade populacional de 12,3 hab./km².

## Demografia
A população registada nos censos foi:
| Distribuição da População por Grupos Etários | Distribuição da População por Grupos Etários | Distribuição da População por Grupos Etários | Distribuição da População por Grupos Etários | Distribuição da População por Grupos Etários |
| -------------------------------------------- | -------------------------------------------- | -------------------------------------------- | -------------------------------------------- | -------------------------------------------- |
| Ano                                          | 0-14 Anos                                    | 15-24 Anos                                   | 25-64 Anos                                   | > 65 Anos                                    |
| 2001                                         | 21                                           | 20                                           | 129                                          | 130                                          |
| 2011                                         | 9                                            | 10                                           | 78                                           | 142                                          |
| 2021                                         | 7                                            | 6                                            | 50                                           | 83                                           |

## Localização
Fiães dista 7 km da sede do município. Confronta com Cristoval e Paços, a norte, o rio Trancoso (Galiza - A Embalsada, Lapela e Azoreira -concelho da Padrenda, na outra margem) a nascente, Lamas de Mouro a sul, e Roussas a poente. Fiães ocupa uma área de 1185 hectares.
Além da sede, a Freguesia compreende os seguintes lugares principais: A-da-Velha (ou Adavelha), Adedela, Alcobaça, Balsada, Candosa, Ervedal, Faval, Fulão, Jugaria, Ladronqueira, Soutomendo (Souto Mendo) de Baixo e Soutomendo (Souto Mendo) de Cima, Portocarreiro, Pousafoles, Quingosta, Vila do Conde.

## História
A antiga freguesia de Santa Maria de Fiães era curato da apresentação do convento de Fiães, cujo abade era pároco titular. Pertencia ao cabido do couto de Valadares, passando, mais tarde, a reitoria.
Em 1839, Fiães aparece registada na comarca de Monção. Em 1878 está já na de Melgaço.
São diversas as teorias sobre as origens do topónimo. O Pe. Aníbal Rodrigues avança três: de feno, terreno onde se produzia muito feno; de Fidelanis, gente de muita fé; ou de ‘terra de fiandeiras ou fiandeiros”, cultivadores de linho e tecelões de teares caseiros.
Pinho Leal, por seu lado, defende que Fian, Fiãa, Fiaam, Ffia, Sfiãa e Fiada é tudo o mesmo (no português arcaico) e significa vaso de barro chato e redondo, a que depois se chamou almofia. Servia antigamente para pagar certa medida de cereais e também de manteiga. Dezasseis fiães faziam um alqueire.
Ainda segundo este autor, é provável que aqui se pagasse este foro, pelo que então se diria terra de Fiães (ou que paga fiães). Ou que houvesse aqui oleiros que fabricassem fians. Afian (em latim fiala) era quase da forma de um alguidar e levava dois quartilhos.
Houve aqui um importante convento de frades beneditinos, antiquíssimo. São bastante confusos os seus primórdios: frei António da Purificação pretende que remonte ao ano de 870, logo ocupado pelos eremitas de Santo Agostinho, que aqui ficariam até se integrarem na regra cisterciense; os beneditinos contestam esta opinião e, pela pena de frei Leão de S. Tomás, avocam-se tal prioridade, dando-no como fundado em 889; finalmente, o Pe. Carvalho da Costa, indo mais longe, afirma que aparecem notícias sobre a casa já no ano de 851 (no tempo de D. Ramiro II, de Leão, e de sua mulher, D. Patema).
Não há dúvidas, no entanto, que já era couto antes da fundação da nacionalidade, pois D. Afonso Henriques confirmou-lhe esse privilégio em 1173 e isentou os seus moradores de pegarem em armas e de servirem em quaisquer obras de fortificação, excepto “em uma quadrilha de dezoito braços nos muros de Melgaço”.
Os reis seguintes mantiveram e, em muitos casos, aumentaram estas mercês.
Em 1730, as autoridades militares ordenaram um recrutamento no couto. Imediatamente o abade recorreu para o general comandante da praça de Valença, sendo atendido. Como, anos depois, nova tentativa se fizesse, D. João V recomendou a anulação dessa diligência.
Constava que era o mosteiro mais rico das Espanhas. Recebeu valiosas doações.
Tinha muitos bens e casais e grande número de coutos. Possuía foros no Minho, Trás-os-Montes e Galiza, chegando a dispor de vinte abadias. “Desta forma, podia manter oitenta frades de missa, além dos conversos” (Lionído de Abreu, em “Silva Minhota”). Nesses tempos, quando se pretendia definir a sua grandeza, dizia-se que, “depois de el-rei, não há senhor tão poderoso como o Dom Abade de Fiães”.
A setecentos metros de altitude, num sítio ermo e recolhido, a igreja do convento é, ainda hoje, a paroquial de Fiães. De raiz românica, sofreu muitas alterações. É flanqueada por uma torre sineira quadrangular. De fachada baixa e reforçada por quatro contrafortes, merecem destaque o recorte simples do portal, levemente ogival, e três nichos com imagens que o encimam. Possui, no seu interior, encostados à sua parede sul, alguns túmulos de cavaleiros-guerreiros, em pedra e ostentando as respectivas armas. Tem ainda um interessante conjunto de imagens (do século XVI até aos séculos XVII e XVIII).
Indica-nos Pinho Leal que “A 1.500 metros de Fiães, se eleva majestosa a Serra de Pernidelo, donde a vista se estende por um vastíssimo e formoso panorama. Ao sopé desta serra se estende, numa distância de 6 km, a verde e fértil veiga de Melgaço. Do alto da serra (em dia de céu limpo) vê-se grande parte das povoações galegas, e a cidade de Ourense, a 40 km…”
Em 17 de novembro de 1841, um deslizamento de terras provocou a morte 14 pessoas, 15 casas ficaram destruídas, assim como seis pontes, cinco moinhos e terras de lavradia que nunca mais voltaram a dar pão. Desapareceram mais de 200 cabeças de gado. A própria aldeia, situada no lugar de S. João, nunca foi reconstruída.

## Património
- Igreja de Fiães (e restos do antigo mosteiro)
- Vários Cruzeiros

## Galeria

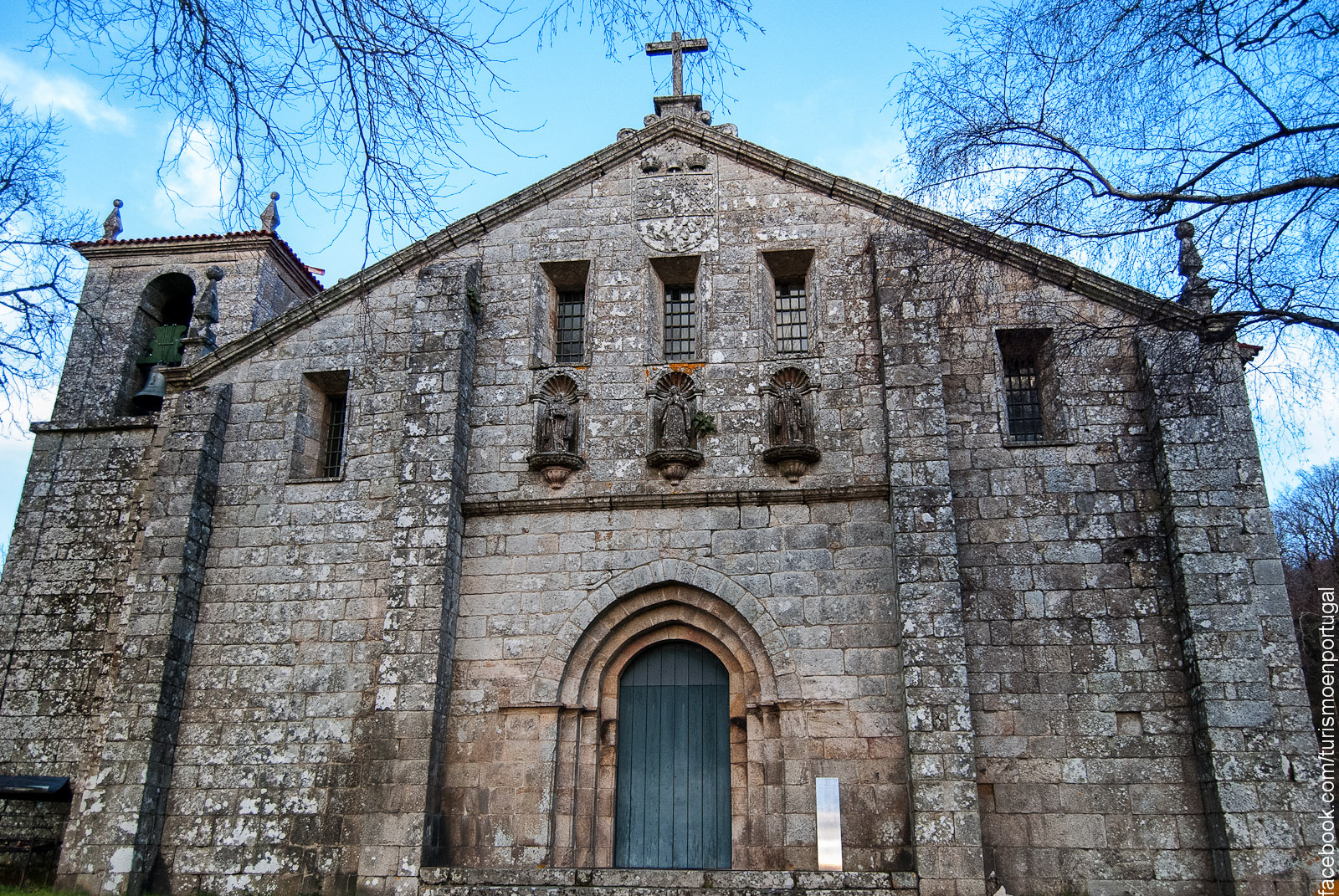
Igreja de Fiães
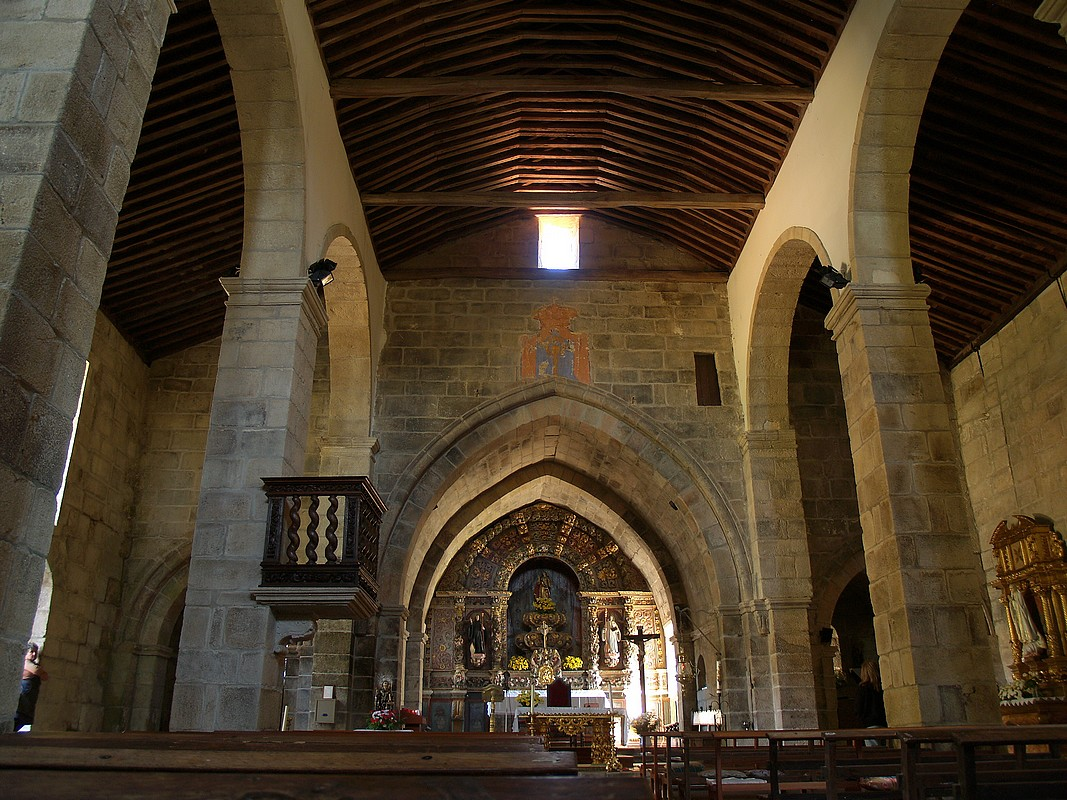
Interior da Igreja de Fiães
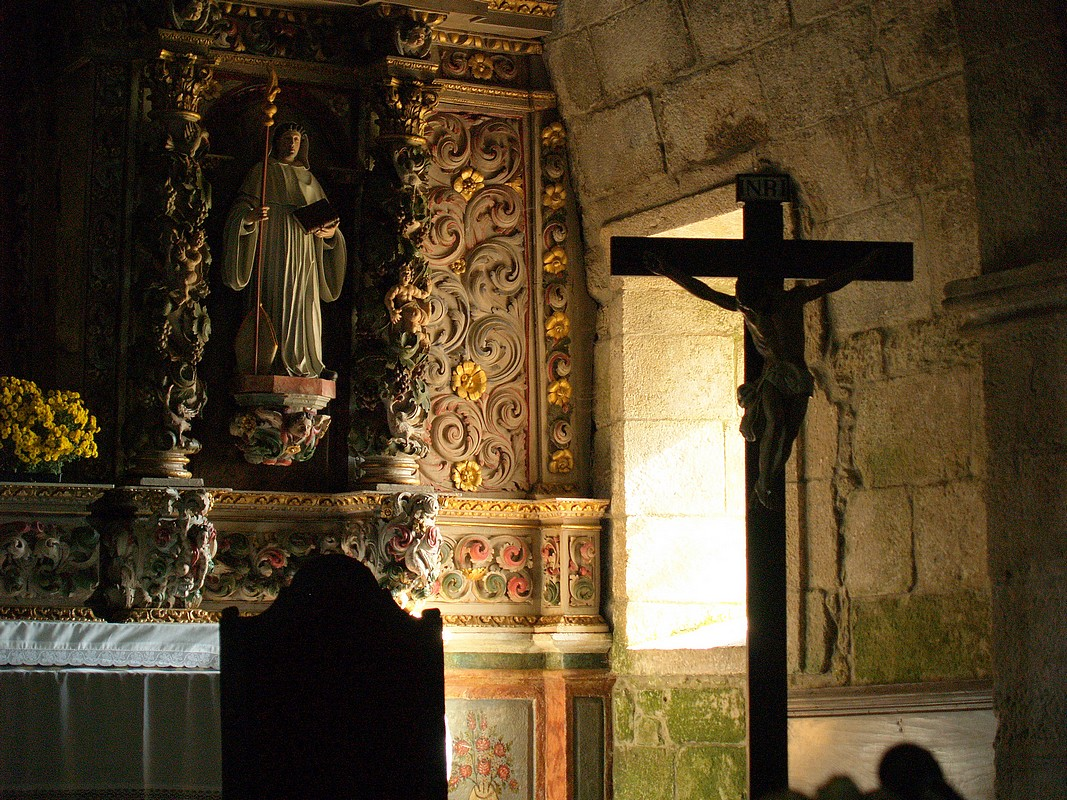
Interior da Igreja de Fiães
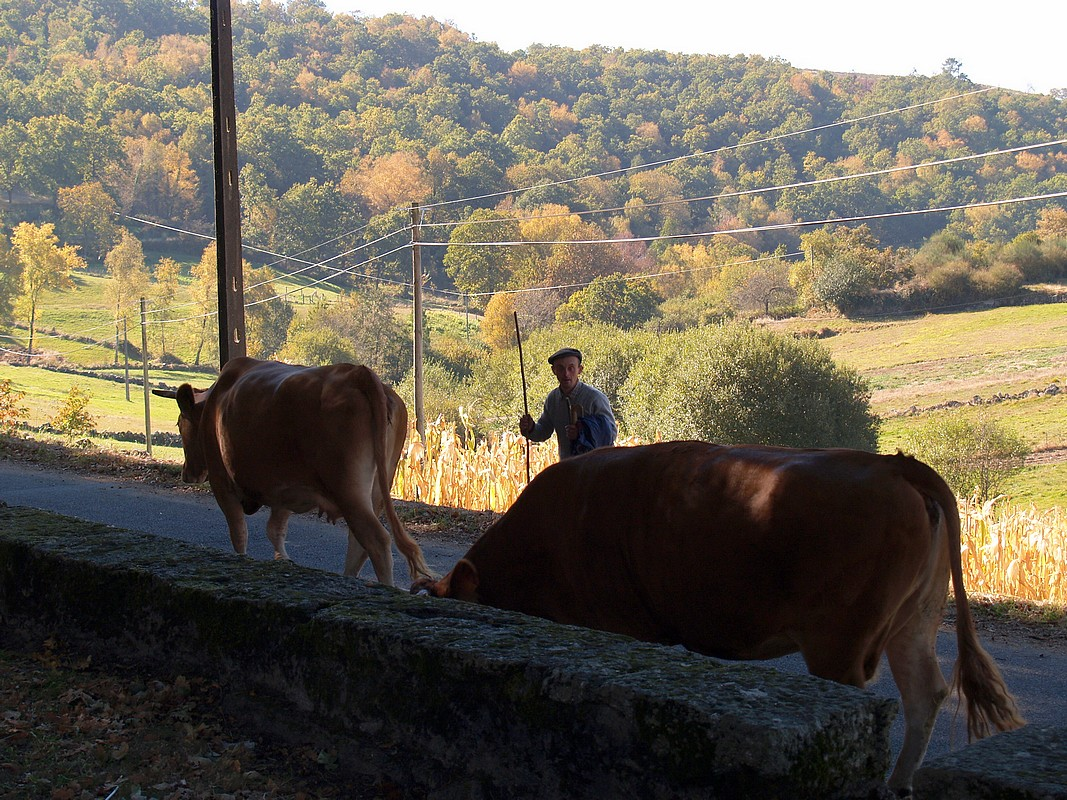
Pastor em Fiães
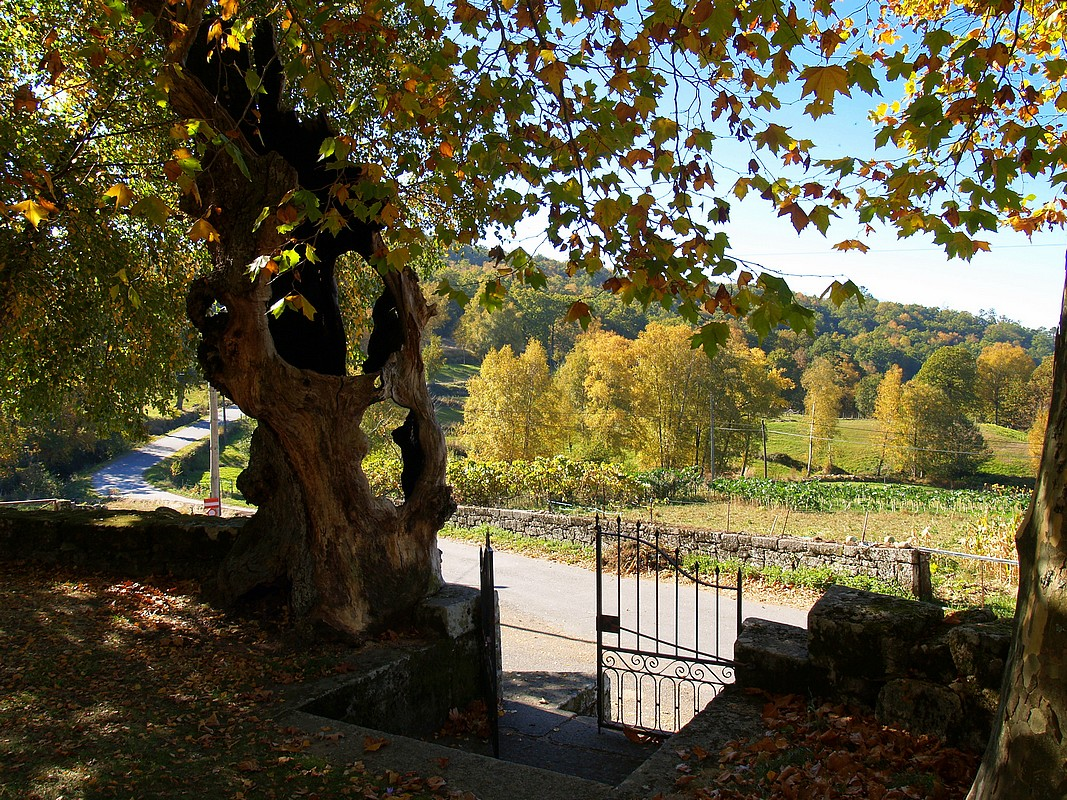
Adro da Igreja de Fiães
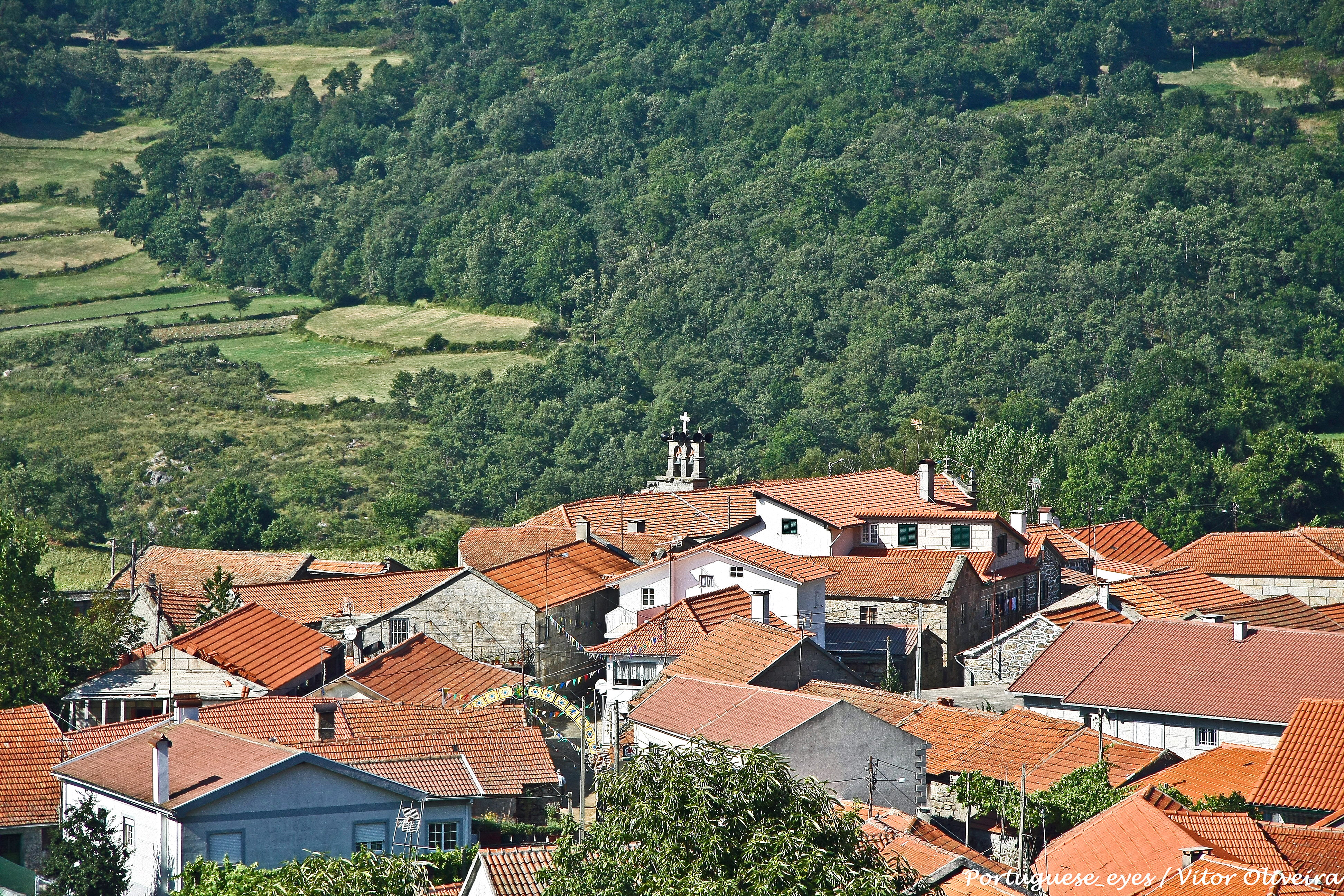
Vista parcial da povoação